# Fairbank (Iowa)
Fairbank è un comune degli Stati Uniti d'America, situato nello stato dell'Iowa, diviso tra la contea di Buchanan e la contea di Fayette.